# Riquelme Reis de Almeida de Jesus dos Santos
Riquelme Reis de Almeida de Jesus dos Santos (* 7. Januar 2006) ist ein brasilianischer Fußballspieler.

## Karriere
Riquelme begann seine Karriere beim EC Vitória. Im April 2023 wechselte er in die U-20-Mannschaft von Red Bull Bragantino. Im Juli 2024 stand er erstmals im Profikader Bragantinos, kam aber noch nicht zum Einsatz. Sein Debüt in der Série A gab er anschließend im August 2024 gegen Flamengo Rio de Janeiro. Dies sollte zugleich sein einziger Profieinsatz in der Saison 2024 bleiben.
Im Juli 2025 wechselte Riquelme leihweise zum österreichischen Zweitligisten FC Liefering.